# Zapłodnienie

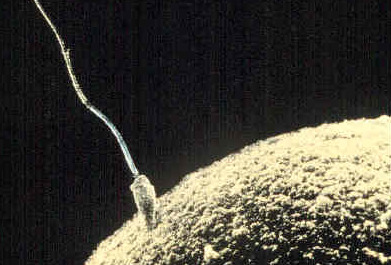
Plemnik i komórka jajowa człowieka

Zapłodnienie, fertylizacja (łac. fertilisatio) – połączenie się komórek rozrodczych (gamet), w wyniku czego powstaje nowa komórka – nazywana zygotą. Sam proces połączenia gamet określany jest również terminem syngamia. W przypadku, gdy w procesie uczestniczą niezróżnicowane komórki rozrodcze proces taki określa się mianem izogamii, a w przypadku ich zróżnicowania – anizogamią. W trakcie zapłodnienia dochodzi do połączenia zawartości komórek rozrodczych, zwykle obejmujący zachodzący równocześnie proces zlania się jąder komórkowych (kariogamia) i cytoplazmy (plazmogamia). Wyjątkiem są grzyby wyższe, u których kariogamia jest odsunięta w czasie i powstające w wyniku zapłodnienia komórki potomne tworzą dikarion. Łączące się w procesie zapłodnienia gamety pochodzić mogą z tego samego organizmu (samozapłodnienie) lub z różnych organizmów. Organizmy potomne powstawać mogą z gamet niezapłodnionych co określane jest mianem apomiksji, u zwierząt reprezentowanej przez dzieworództwo.
W wyniku połączenia komórek rozrodczych dochodzi do przekazania organizmowi potomnemu (lub organizmom potomnym) czynników dziedziczenia w nich zawartych (genów) pochodzących od organizmów rodzicielskich (lub organizmu rodzicielskiego).

## Zapłodnienie u protistów

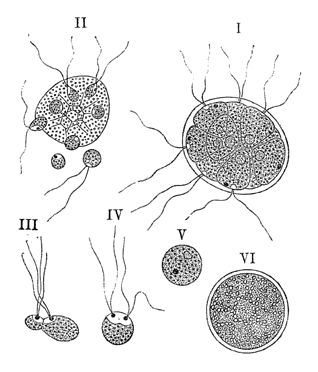
Zapłodnienie u Pandorina (etap III cyklu)

Rozmnażanie płciowe, a tym samym zapłodnienie, nie występuje u euglenin oraz u korzenionóżek z grupy Amoebozoa. U pozostałych przedstawicieli Protozoa powstające w wyniku podziałów mejotycznych gamety często nie różnią się istotnie od komórek wegetatywnych. Czasem bywają odmienne także między sobą i wówczas wyróżnia się gamety „męskie” i „żeńskie” lub oznacza je „+” i „-”. Gamety mogą mieć postać pełzaka lub zaopatrzone mogą być w wić. Komórki rodzicielskie zróżnicowane płciowo określane są mianem gamontów. Procesy zapłodnienia zróżnicowane są w zależności od budowy gamet i gamontów oraz różnic płciowych między nimi. Trzy główne typy zapłodnienia to:
- gametogamia – połączenie gamet powstałych z różnych osobników rodzicielskich; w zależności od zróżnicowania gamet wyróżnia się:
  - izogamia – łączą się gamety niezróżnicowane (np. większość Chlamydomonas, Gonium, Pandorina, Stephanosphaera),
  - anizogamia – łączenie się gamet zróżnicowanych na małe mikrogamety i duże makrogamety (np. Chlamydomonas suboogama, Eudorina, Volvox i apikompleksy),
- autogamia – połączenie gamet powstałych z tego samego osobnika rodzicielskiego (niektóre słonecznice i otwornice),
- gamontogamia – połączenie się całych organizmów rodzicielskich (gamontów).

## Zapłodnienie u roślin
Zapłodnienie u roślin odbywa się, tak jak u innych organizmów z udziałem plemników oraz komórek jajowych. Możemy jednak wyróżnić kilka typów syngamii u roślin, ze względu na ich stopień przystosowania ewolucyjnego. U mszaków oraz paprotników zapłodnienie jest uzależnione od wody. Oznacza to, że plemniki (powstałe w plemniach) muszą zostać przeniesione do rodni (gdzie znajdują się komórki jajowe) wraz z kroplami wody. Ma to szczególne znaczenie, ponieważ mszaki i paprotniki są często roślinami dwupiennymi. Po przeniesieniu dochodzi do powstania zygoty i jej dalszego rozwoju.
Zupełnie inna sytuacja występuje u roślin nagozalążkowych i okrytozalążkowych. Podczas zapylenia z ziarna pyłku powstają dwie komórki plemnikowe (wykształcone z komórki generatywnej) oraz łagiewka pyłkowa (wykształcona z komórki wegetatywnej).Za jej pośrednictwem plemniki są transportowane do komórek jajowych, aby dokonał się proces zapłodnienia. W jego wyniku powstaje nasienie, które w sprzyjających warunkach kiełkuje dając początek nowemu osobnikowi. U roślin okrytonasiennych mamy do czynienia z procesem podwójnego zapłodnienia w wyniku którego powstają zygota oraz triploidalna komórka, która później rozwinie się w tkankę odżywczą - bielmo.

## Zapłodnienie u grzybów
Zapłodnienie u grzybów (gametogamia) polega na połączeniu gamet powstałych w gametangiach, które można podzielić na męskie (plemnie) oraz żeńskie (lęgnie). Może przyjmować formę izogamii, anizogamii lub oogamii. Gametogamia u grzybów zachodzi np. u skoczkowców (Chytridiomycetes).
- Zobacz też: rozmnażanie grzybów

## Przebieg zapłodnienia u zwierząt
U ssaków (w tym człowieka) zapłodnienie może być skutkiem kopulacji pomiędzy osobnikami przeciwnych płci. Zapłodnienie następuje w wyniku wniknięcia plemnika do komórki jajowej. Ma to miejsce w najczęściej w bańce jajowodu, aczkolwiek może dojść do połączenia gamet w innym odcinku układu rozrodczego. Powstanie zygoty jest też pożądanym wynikiem inseminacji lub metody in vitro.
Na zapłodnienie składają się liczne procesy:
1. Kapacytacja, czyli uzdatnianie plemników
2. Przenikanie plemników przez wieniec promienisty
3. Penetracja plemnika przez osłonkę przejrzystą
4. Fuzja plemnika z komórką jajową
5. Podjęcie drugiego podziału przez oocyt drugiego rzędu
6. Reakcja korowa
7. Reakcja osłony przejrzystej
8. Blok przeciwko polispermii
9. Wytworzenie przedjądrzy żeńskich i męskich
10. Kondensacja chromosomów z przedjądrzy oraz wytworzenie zygoty

U człowieka gamety mają po 23 chromosomy, które określają genom. Gdy się połączą, powstaje zygota – komórka o jednym jądrze (jądro plemnika i jądro komórki jajowej ulegają zespoleniu) i 46. chromosomach (powiązanych w pary, z których w każdej jest zapis cech przekazanych przez matkę i przez ojca). W wyniku dalszego podziału zygoty powstaje zarodek człowieka.
Wynikiem zapłodnienia, do którego u ludzi dochodzi zwykle pomiędzy 10 a 18 dniem cyklu miesiączkowego kobiety, jest ciąża. Współcześnie naukowcy postrzegają zapłodnienie jako proces ciągły, trwający w przypadku człowieka 12–24 godzin – nie sposób wyróżnić konkretnego „momentu zapłodnienia”.